# Симхасена
Симхасена — правитель древнеиндийского государства Западных Кшатрапов в IV веке.

## Биография
Симхасена был сыном сестры Рудрасены III и вступил на престол после его смерти. С. Кайлаш, отмечая тот факт, что Рудрасене III наследовал не сын, а племянник, выразил сомнение в том, что смена правителей проходила естественно и мирно. Также исследователь высказал предположение о возможности отождествлении Симхасены с одноименным сыном царя Исварамитры, чьи имена указаны на обнаруженных рядом с Санчи глиняных изделиях. При этом С. Кайлаш затруднился обозначить связь этих властителей с правившим в Восточной Малве Сридхаравармой. По мнению С. Шравы, Рудрасена III мог умереть в молодом возрасте или погибнуть в ходе столкновений с гуптами, не оставив прямых преемников.
Даты выпуска Симхасеной монет не имеют однозначного толкования, но в любом случае правление этого махашатрапа учёные относят к 380-м годам.
Симхасене наследовал его сын Рудрасена IV.